# Moplefan
La Moplefan è stata una società italiana operante, nell'orbita della Montefibre (gruppo Montedison), nel settore del film plastico polipropilenico, dove intendeva occupare un ruolo da protagonista mondiale.

## Storia

### Origini
Le scoperte del grande scienziato italiano Giulio Natta che lo avevano portato al riconoscimento del premio Nobel era stato accompagnato da tutta una serie di studi di sviluppi applicativi, curati da un agguerrito gruppo di ricercatori tra i quali spiccava Giorgio Mazzanti.
Già facente parte delle produzioni della Polymer, e quindi della Montefibre, il settore del film plastico polipropilenico venne (1973) scorporato e razionalizzato nella nuova società che prese il nome di Moplefan, dall'unione della prima sillaba del Moplen, marchio commerciale del polipropilene, e l'ultima del Cellophane. La produzione era indirizzata sulle fibre e sulle pellicole (film) che stavano prendendo il posto del vecchio cellophane, il film trasparente di viscosa. Il polipropilene, oltre alla trasparenza, si presentava come particolarmente adatto al confezionamento dei prodotti alimentari (ad esempio la pasta).
I polo principale di produzione di Film e Fibre polipropileniche era nel complesso chimico di Terni a Punta Sabbioni. La sede principale di Moplefan era a Milano in via Taramelli.

### La nascita della Nuova Moplefan
Nonostante l'ottima condizione di partenza, la concorrenza di imprese più piccole, ma molto più agili, fece sentire i suoi effetti
Tra continue ristrutturazioni nel 1986 si tentò di rilanciare tutti i settori del polipropilene riunificandoli nella Nuova Moplefan.